# John Curtis Caldwell
John Curtis Caldwell est un général américain de l'Union et diplomate. Il est né le 17 avril 1833 à Lowell, dans le Vermont, et est mort le 31 août 1912 à Calais, dans le Maine. Il est inhumé au cimetière de Saint-Stephen, dans le Nouveau-Brunswick. Il est directeur de la Washington Academy, une grande école privée située à East Machias dans le Maine.

## Guerre de Sécession
John C. Caldwell intègre le 11e régiment d'infanterie du Maine le 12 novembre 1861 avec le grade de colonel. À la tête de son régiment, il participe à la campagne de la Péninsule. Le 28 avril 1862, il accède au grade de général de brigade et prend le commandement, après la blessure du général de brigade Oliver O. Howard à la bataille de Seven Pines, de la 1re brigade de la 1re division du IIe corps de l'armée du Potomac.
Il est âgé de 39 ans lors de la bataille d'Antietam où il reçoit une blessure, ce qui en fait le plus jeune général sur le champ de bataille. Il est présent sur les champs de bataille de Fredericksburg où il est blessé à deux reprises, de Chancellorsville et de Gettysburg.
Après l'assassinat d'Abraham Lincoln, il est l'un des 8 officiers qui forment la garde d'honneur lors du transfert de son corps de Washington à Springfield.
Il est breveté major général le 19 août 1865.

## Après la guerre
John C. Caldwell devient avocat et membre de la législature du Maine. De 1867 à 1869, il est membre de la milice du Maine avec le grade de général.
De 1869 à 1874, il est consul au Chili, puis en Uruguay et au Paraguay, de 1874 à 1882.
Il s'installe de nouveau comme avocat à Topeka, au Kansas et il est nommé, en 1885, président de la Commission de remise de peines de cet État.
En 1897, il reprend les fonctions de consul au Costa Rica où il reste jusqu'en 1909.

## Famille
Il se marie le 15 mai 1857 à Machiasport, dans le Maine, avec Martha Helen Foster avec laquelle il a trois enfants :
- Charles S. Caldwell, né le 21 janvier 1858
- Harriet Caldwell, née en 1864
- Harry Caldwell, né le 16 août 1866.